# È tanto che aspetti?
È tanto che aspetti? è uno spettacolo teatrale che vede come attori protagonisti il duo comico Ale e Franz. È stato inscenato nel 2003 ed ha una durata di circa un'ora e diciannove minuti. Il DVD contenente lo spettacolo è stato prodotto e pubblicato, sempre nel 2003, dalla Arnoldo Mondadori Editore assieme all'omonimo libro che era già pubblicato singolarmente l'anno prima dalla stessa Mondadori. I vari sketch sono intervallati da brevi momenti musicali in cui Vladimir Denissenkov, musicista ucraino, suona la fisarmonica.

## Gli sketch
- 1º sketch; Ale e Franz iniziano un discorso molto confuso e nessuno dei due apparentemente capisce di cosa stia parlando l'altro. A un certo punto il dialogo degenera in battute infantili del tipo "io conosco Lucio Dalla!" o "mio zio è Zico!".
- 2º sketch; l'impostazione è tipica delle apparizioni del duo su Zelig e molte delle battute sono riprese dalla puntata del 22 aprile 2002: Ale è seduto sulla panchina e legge il giornale, quando arriva Franz, ragazzo schietto e ingenuo, che gli fa in continuazione domande molto stupide. I fattori che suscitano umorismo sono sia le domande ingenue di Franz sia le risposte ironiche di Ale.
- 3º sketch; i due interpretano Gin e Fizz, due gangster amici da molto tempo. Lo sketch è pieno di allusioni e doppi sensi legati al mondo della malavita.
- 4º sketch; Ale e Franz sono ex-vicini di casa che si incontrano dopo quattro anni. Ale è in compagnia del suo terranova, non presente realmente sul palco, e Franz cerca di fargli capire che il giorno del suo trasloco gli ha rigato la macchina con una credenza.
- 5º sketch; stessa impostazione del secondo sketch.
- 6º sketch (proseguimento del quarto); gli ex-vicini di casa si sono incontrati dopo altri due anni e questa volta è Ale che fa intendere a Franz di aver capito che è stato lui a rapire il suo cagnolino, per vendicarsi del torto subito durante il suo trasloco. D'un tratto iniziano a rubarsi gli oggetti personali, persino gli abiti, a vicenda.
- 7º sketch; vengono ripetute alcune battute del secondo e del quinto sketch, recitate scimmiottando la lingua russa (quella parlata dal fisarmonicista).